# Бёме, Лев Борисович
Лев Борисович Бёме (26 февраля 1895, Владикавказ — 3 марта 1954, Новозыбков) — советский орнитолог, профессор. Отец орнитолога Рюрика Бёме и дед орнитолога Ирины Бёме.

## Биография
Лев Борисович Бёме родился 26 февраля 1895 года во Владикавказе. Семья Бёме, проживавшая в Павловском переулке в собственном доме, отличалась своими либеральными взглядами и высокой образованностью. Маргарита Ричардовна, тётя Льва Бёме, вела переписку с Львом Толстым и многими поэтами и писателями Серебряного века. Отец — Борис Ричардович Бёме, был выпускником юридического факультета Московского университета, занимал должность присяжного поверенного и был одним из лучших адвокатов на Северном Кавказе. В 1930-е годы он был арестован и сослан в Казахстан, где работал пастухом. Там же он и погиб в 1940 году, замёрзнув в степи с отарой овец.
Лев Борисович с самого детства увлёкся зоологией и был страстным охотником. В 1912 году поступил на естественное отделение физико-математического факультета Московского университета. Однако, в 1913 году, по воле своего отца, перевёлся на первый курс юридического факультета и окончил его в 1917 году. Отец, осознав, что увлечение сыном зоологией не прошло, послал его в путешествие по Западной Европе. В дальнейшем планировалось кругосветное путешествие, которое так и не осуществилось. В 1920 году Лев Бёме восстановился на второй курс естественного отделения физико-математического факультета Московского университета, которое он окончил в 1924 году. Будучи студентом, Лев Борисович вступил в Московское общество испытателей природы и до конца жизни оставался его членом. Во время студенческой учёбы занимался в музее орнитологией под руководством Сергея Ивановича Огнева.
После окончания университета вернулся во Владикавказ и начал работать на кафедре зоологии Горского педагогического института (ныне — Северо-Осетинский государственный университет) сначала на должности ассистента, доцента (1928), а с 1931 года — профессора и заведующего кафедрой. Позднее стал деканом факультета естествознания.
В 1932 году он организовывает зоологическую станцию при станице А. Невской, на которой совместно со своими научными руководителями работали студенты-зоологи. В 1937 году Лев Бёме без защиты диссертации получает учёную степень кандидата биологических наук.
В 1938 году Лев Бёме был арестован. 11 января 1940 года Особым совещанием НКВД приговорён к 8 годам ИТЛ. Срок отбывал в Казахстане, где работал преподавателем Укомбината и техноруком по защите растений в Карагандинском совхозе № 1. В 1946 году его досрочно освобождают в связи с болезнью и он возвращается в Орджоникидзе (бывший Владикавказ). Здесь он вновь работает в Северо-Осетинском государственном пединституте на должности профессора и заведующего кафедрой.
Однако, в 1948 году его снова ссылают, на этот раз в Новозыбков Брянской области, где он проработал профессором зоологии в Новозыбсковском педагогическом институте вплоть до своей смерти.
Умер 3 мая 1954 года в Новозыбкове на 60-м году жизни.

## Научная деятельность
Всю свою жизнь Бёме посвятил зоологии, особенно его интересовали птицы. Последние годы своей жизни он посвятил изучению животных Казахстана и Брянской области. Является автором более 50 научных работ. Также является автором научно-популярных книг. Наиболее крупные из них — «Птицы Северо-Кавказского края» (1935), «Дикие звери Северо-Кавказского края» (1937), «По Кавказу» (1950) и автобиографические «Записки натуралиста» (1954). С детства он увлекался ловлей и содержанием птиц в неволе. Стремясь передать свой опыт, он написал две книги о содержании птиц в клетках: «Жизнь птиц у нас дома» (1951), которая дважды переиздавалась, и «Певчие птицы» (1952), которая за три года выдержала два издания.
Был членом-учредителем Всероссийского общества охраны природы.
Бёме собрал многочисленные зоологические коллекции. На Северном Кавказе он был основателем зоологического музея Горского педагогического института. Его сборы птиц с Кавказа — всего более 1200 экземпляров, сделанные им в начале XX века, сейчас хранятся в Зоологическом музее МГУ.

## Память
В честь Л. Б. Бёме 18 ноября 2020 года в Новозыбкове был установлен интерактивный монумент «Клетка Бёме» (также называемый «поющей клеткой») по концепции Павлины Белокреницкой.

## Основные труды
- Бёме Л. Б. По Кавказу: Природа и охота / Московское общество испытателей природы. — М.: Изд-во МОИП, 1950. — 208 с. — (Среди природы; Вып. 26). — 20 000 экз.
- Бёме Л. Б. Жизнь птиц у нас дома: (Из воспоминаний старого птицелова) / Под ред. проф. С. С. Турова; Московское общество испытателей природы. — М.: Изд-во МОИП, 1951. — 232 с. — (Среди природы; Вып. 36). — 20 000 экз.
- Бёме Л. Б. Певчие птицы: (Ловля, содержание и наблюдение за ними в неволе) / Ред. Е. П. Спангенберг. — (1-е изд.). — М.: Советская наука, 1952. — 264 с. — 25 000 экз.
- Бёме Л. Б. Певчие птицы: (Ловля, содержание и наблюдение за ними в неволе) / Ред. Р. Л. Бёме. — 2-е изд. — М.: Советская наука, 1956. — 268 с. — 35 000 экз.
- Бёме Л. Б. Записки натуралиста / Художник А. Н. Комаров. — 1-е. — М.: Гос. изд-во Географической литературы, 1955. — 120 с. — 50 000 экз.
- Бёме Л. Б. Записки натуралиста / АН СССР; Художник Л. Рабинау. — 2-е. — М.: Изд-во АН СССР, 1960. — 172 с. — (Научно-популярная серия). — 35 000 экз.
- Бёме Л. Б. Жизнь птиц у нас дома. — М.: Лесная промышленность, 1968. — 184 с. — 500 000 экз.
- Бёме Л. Б. Жизнь птиц у нас дома / Под ред. Р. Л. Бёме. — М.: Лесная промышленность, 1987. — 152, [16] с. — 260 000 экз.